# Kányavár
Kányavár község Zala vármegyében, a Lenti járásban, a Zalai-dombság területén, a Göcsejben.

## Fekvése
Nagykanizsától közúton körülbelül 40 kilométerre északnyugatra található. Déli szomszédja Lispeszentadorján (4 kilométerre), északi szomszédja Páka (3 kilométerre). Területén a Borsfa-Lenti (Mumor) közti 7537-es út halad végig.
Az Alsó-Válicka menti települést nyugati oldalról hegyvonulat, kelet felől pedig erdők, szántóföldek valamint rétek határolják.

## Történelme
A falut a középkorban Kányafölde néven emlegették, csak a 17. században épült vár létesítése után kezdték Kányavárnak nevezni. A várnak mára már nem maradtak szinte nyomai sem, de azt tudjuk, hogy téglából készült. A vár maradványait a környékbeli lakosok hordták el építkezésekhez még a múlt század végén.
Kanizsa török kézre kerülése után Kányavár is végvár lett, 1607-ben 45 főnyi őrsége volt ami a későbbiekben egyre jelentéktelenebb lett.

### Kányavár napjainkban
A folyamatos elvándorlást ma sem sikerült megállítani.
Kányavár község Páka, Ortaháza, Pördefölde településekkel közösen tartja fenn a körjegyzőséget, általános iskolát, óvodát valamint az orvosi szolgálatot, melyek a szomszédos Pákán megtalálhatóak.
A falu önálló önkormányzattal és képviselő-testülettel rendelkezik, polgármestere 2002 óta Bertalan Tibor.
A településen falugondnoki szolgálat működik, ami segíti a helyiek életkörülményeinek javítását.

## Közélete

### Polgármesterei
- 1990–1994: Tüske Ferenc (független)[3]
- 1994–1998: Szekér Ferenc (független)[4]
- 1998–2002: Szekér Ferenc (független)[5]
- 2002–2006: Bertalan Tibor (független)[6]
- 2006–2010: Bertalan Tibor (független)[7]
- 2010–2014: Bertalan Tibor (független)[8]
- 2014–2019: Bertalan Tibor (független)[9]
- 2019–2024: Bertalan Tibor (független)[10]
- 2024– : Bertalan Tibor (független)[1]

## Népesség
A település népességének változása:
| Lakosok száma | 122  | 116  | 118  | 116  | 123  | 121  | 120  |
|               | 2013 | 2014 | 2015 | 2021 | 2022 | 2023 | 2024 |

A 2011-es népszámlálás idején a nemzetiségi megoszlás a következő volt: magyar 94,3%, cigány 4,88%. A lakosok 75,2%-a római katolikusnak, 5,78% felekezeten kívülinek vallotta magát (15,7% nem nyilatkozott).
2022-ben a lakosság 93,5%-a vallotta magát magyarnak, 4,9% németnek, 2,4% cigánynak, 0,8% egyéb, nem hazai nemzetiségűnek (4,9% nem nyilatkozott; a kettős identitások miatt a végösszeg nagyobb lehet 100%-nál). Vallásuk szerint 43,9% volt római katolikus, 2,4% református, 0,8% evangélikus, 8,1% felekezeten kívüli (44,7% nem válaszolt).

## Nevezetességei
A Lakosa-hegyről gyönyörű kilátás nyílik a falura, a környező településekre, valamint tiszta időben szinte a megyeszékhelyig, Zalaegerszegig is ellátni. 2007 óta minden évben sor kerül itt egy nyári rendezvényre, mely a hegyi szőlősgazdák, a falu lakossága, és a környező településekről idelátogatók szórakozását szolgálja különféle programokkal, például főzőversennyel, kulturális rendezvényekkel: fellépnek tánccsoportok is, este pedig zenés, táncos mulatságot tartanak.
A falutól alig 1–2 km-re található egy közeli erdőben a Torhaji-forrás melynek vize, annak tisztasága és íze sok turistát a idecsalogat.
Kányaváron még az 1980-as, 1990-es évek idején országos motokrossz bajnokságot tartottak minden évben a helyi motokrossz pályán. Ma már nincsenek versenyek, de a pálya még eredeti állapotában látható, és hétvégente kisebb-nagyobb csapatok használják edzésre.
A Csömödéri Állami Erdei Vasút biztosít nyáron főleg turistaforgalmat Lenti, Csömödér és Kistolmács között, főként a Kistolmácsi tó vagy a Bázakerettyei Termálfürdő miatt utaznak legtöbben a kisvasutat választva, mely hosszú kilométereken keresztül visz a gyönyörű zalai tájakon, erdőkben.

## Közlekedés
Kányavár a legközelebbi autópályafelhajtótól, Muraszemenyétől 14 km-re található, ahonnan akár a Balaton is kb. háromnegyed vagy egy órán belül elérhető.
Tömegközlekedéssel közvetlen autóbuszjárattal Lentiből és Nagykanizsáról elérhető a falu.
A legközelebbi MÁV vasútállomás a 8 km-re fekvő Csömödéren van. A településen keresztül halad a Csömödéri Állami Erdei Vasút.